# Cantonul Friville-Escarbotin
Cantonul Friville-Escarbotin este un canton din arondismentul Abbeville, departamentul Somme, regiunea Picardia, Franța.

## Comune
- Bourseville
- Fressenneville
- Friville-Escarbotin (reședință)
- Nibas
- Ochancourt
- Tully
- Valines
- Vaudricourt
- Woincourt